# Contea di Fürstenberg-Donaueschingen
Fürstenberg-Donaueschingen fu una Contea dello Stato di Fürstenberg, originatasi dalla partizione del Fürstenberg-Heiligenberg. Venne ereditata nel 1698 dal Fürstenberg-Heiligenberg con l'estinzione della linea di Fürstenberg-Donaueschingen.

## Conti di Fürstenberg-Donaueschingen
- Giacomo Luigi (1617 - 1627)
- Francesco Carlo (1627 - 1698)